# سبدنشین خاکسترگون
سبدنشین خاکسترگون (نام علمی: Cisticola cinereolus) نام یک گونه از سرده سبدنشین است.